# 2001年のNFLドラフト
2001年のNFLドラフトは66回目のNFLドラフト。2001年4月21日から22日までの2日間ニューヨークのマディソン・スクエア・ガーデンで開催された。
ドラフト指名順は、前年のレギュラーシーズンの成績が悪かったチームから完全ウェーバー制で行われるが、サンディエゴ・チャージャーズから全体1位指名権を獲得したアトランタ・ファルコンズがバージニア工科大学のQBマイケル・ヴィックを指名した。チャージャーズはトレードで獲得した全体5位指名権でラダニアン・トムリンソンを獲得した。
全米ではNFLネットワークとESPNによって放送された。

## 指名選手
指名順位の数字の後の*は、FAで失った選手に対して自動的に計算し与えられる補償ドラフトを示す。

### 1巡指名選手
| 指名順位 | チーム                             | 選手名                     | ポジション | 出身大学                 |
| 1        | アトランタ・ファルコンズ           | マイケル・ヴィック         | QB         | バージニア工科大学       |
| 2        | アリゾナ・カージナルス             | レナード・デービス         | OG         | テキサス大学             |
| 3        | クリーブランド・ブラウンズ         | ジェラルド・ウォレン       | DT         | フロリダ大学             |
| 4        | シンシナティ・ベンガルズ           | ジャスティン・スミス       | DE         | ミズーリ大学             |
| 5        | サンディエゴ・チャージャーズ       | ラダニアン・トムリンソン   | RB         | TCU                      |
| 6        | ニューイングランド・ペイトリオッツ | リチャード・シーモア       | DT         | ジョージア大学           |
| 7        | サンフランシスコ・49ers            | アンドレ・カーター         | DE         | カリフォルニア大学       |
| 8        | シカゴ・ベアーズ                   | デビッド・テレル           | WR         | ミシガン大学             |
| 9        | シアトル・シーホークス             | コレン・ロビンソン         | WR         | ノースカロライナ州立大学 |
| 10       | グリーンベイ・パッカーズ           | ジャマール・レイノルズ     | DE         | フロリダ州立大学         |
| 11       | カロライナ・パンサーズ             | ダン・モーガン             | LB         | マイアミ大学             |
| 12       | セントルイス・ラムズ               | ダミオン・ルイス           | DT         | マイアミ大学             |
| 13       | ジャクソンビル・ジャガーズ         | マーカス・ストラウド       | DT         | ジョージア大学           |
| 14       | タンパベイ・バッカニアーズ         | ケニャタ・ウォーカー       | OT         | フロリダ大学             |
| 15       | ワシントン・レッドスキンズ         | ロッド・ガードナー         | WR         | クレムソン大学           |
| 16       | ニューヨーク・ジェッツ             | サンタナ・モス             | WR         | マイアミ大学             |
| 17       | シアトル・シーホークス             | スティーブ・ハッチンソン   | OG         | ミシガン大学             |
| 18       | デトロイト・ライオンズ             | ジェフ・バッカス           | OT         | ミシガン大学             |
| 19       | ピッツバーグ・スティーラーズ       | ケイシー・ハンプトン       | DT         | テキサス大学             |
| 20       | セントルイス・ラムズ               | アダム・アーチュリータ     | SS         | アリゾナ州立大学         |
| 21       | バッファロー・ビルズ               | ネイト・クレメンツ         | CB         | オハイオ州立大学         |
| 22       | ニューヨーク・ジャイアンツ         | ウィル・アレン             | CB         | シラキュース大学         |
| 23       | ニューオーリンズ・セインツ         | デュース・マカリスター     | RB         | ミシシッピ大学           |
| 24       | デンバー・ブロンコス               | ウィリー・ミドルブルックス | CB         | ミネソタ大学             |
| 25       | フィラデルフィア・イーグルス       | フレディー・ミッチェル     | WR         | UCLA                     |
| 26       | マイアミ・ドルフィンズ             | ジャマー・フレッチャー     | CB         | ウィスコンシン大学       |
| 27       | ミネソタ・バイキングス             | マイケル・ベネット         | RB         | ウィスコンシン大学       |
| 28       | オークランド・レイダース           | デリック・ギブソン         | SS         | フロリダ州立大学         |
| 29       | セントルイス・ラムズ               | ライアン・ピケット         | DT         | オハイオ州立大学         |
| 30       | インディアナポリス・コルツ         | レジー・ウェイン           | WR         | マイアミ大学             |
| 31       | ボルチモア・レイブンズ             | トッド・ヒープ             | TE         | アリゾナ州立大学         |

### 2巡指名選手
| 指名順位 | チーム                             | 選手名                   | ポジション | 出身大学             |
| 32       | サンディエゴ・チャージャーズ       | ドリュー・ブリーズ       | QB         | パデュー大学         |
| 33       | クリーブランド・ブラウンズ         | クインシー・モーガン     | WR         | カンザス州立大学     |
| 34       | アリゾナ・カージナルス             | カイル・バンデンボッシュ | DE         | ネブラスカ大学       |
| 35       | アトランタ・ファルコンズ           | アルジ・クランプラー     | TE         | ノースカロライナ大学 |
| 36       | シンシナティ・ベンガルズ           | チャド・ジョンソン       | WR         | オレゴン州立大学     |
| 37       | インディアナポリス・コルツ         | イドリーズ・バシャー     | FS         | メンフィス大学       |
| 38       | シカゴ・ベアーズ                   | アンソニー・トーマス     | RB         | ミシガン大学         |
| 39       | ピッツバーグ・スティーラーズ       | ケンドレル・ベル         | LB         | ジョージア大学       |
| 40       | シアトル・シーホークス             | ケン・ルーカス           | CB         | ミシシッピ大学       |
| 41       | グリーンベイ・パッカーズ           | ロバート・ファーガソン   | WR         | テキサスA&M大学      |
| 42       | セントルイス・ラムズ               | トミー・ポリー           | OLB        | フロリダ州立大学     |
| 43       | ジャクソンビル・ジャガーズ         | モーリス・ウィリアムズ   | OT         | ミシガン大学         |
| 44       | カロライナ・パンサーズ             | クリス・ジェンキンス     | DT         | メリーランド大学     |
| 45       | ワシントン・レッドスキンズ         | フレッド・スムート       | CB         | ミシシッピ州立大学   |
| 46       | バッファロー・ビルズ               | アーロン・ショベル       | DE         | TCU                  |
| 47       | サンフランシスコ・49ers            | ジェイミー・ウィンボーン | OLB        | ヴァンダービルト大学 |
| 48       | ニューイングランド・ペイトリオッツ | マット・ライト           | OT         | パデュー大学         |
| 49       | ニューヨーク・ジェッツ             | ラモント・ジョーダン     | RB         | メリーランド大学     |
| 50       | デトロイト・ライオンズ             | ドミニク・ライオラ       | C          | ネブラスカ大学       |
| 51       | デンバー・ブロンコス               | ポール・トビエシ         | DE         | マーシャル大学       |
| 52       | マイアミ・ドルフィンズ             | クリス・チェンバース     | WR         | ウィスコンシン大学   |
| 53       | ダラス・カウボーイズ               | クインシー・カーター     | QB         | ジョージア大学       |
| 54       | アリゾナ・カージナルス             | マイケル・ストーン       | SS         | メンフィス大学       |
| 55       | フィラデルフィア・イーグルス       | クイントン・ケイバー     | LB         | アーカンソー大学     |
| 56       | ダラス・カウボーイズ               | トニー・ディクソン       | SS         | アラバマ大学         |
| 57       | ミネソタ・バイキングス             | ウィリー・ハワード       | DE         | スタンフォード大学   |
| 58       | バッファロー・ビルズ               | トラビス・ヘンリー       | RB         | テネシー大学         |
| 59       | オークランド・レイダース           | マーカス・トゥイアソソポ | QB         | ワシントン大学       |
| 60       | テネシー・タイタンズ               | アンドレ・ダイソン       | CB         | ユタ大学             |
| 61       | デトロイト・ライオンズ             | ショーン・ロジャース     | DT         | テキサス大学         |
| 62       | ボルチモア・レイブンズ             | ゲイリー・バクスター     | CB         | ベイラー大学         |

### 3巡指名選手
| 指名順位 | チーム                             | 選手名                       | ポジション | 出身大学                 |
| 63       | フィラデルフィア・イーグルス       | デリック・バージェス         | DE         | ミシシッピ大学           |
| 64       | アリゾナ・カージナルス             | エイドリアン・ウィルソン     | SS         | ノースカロライナ州立大学 |
| 65       | クリーブランド・ブラウンズ         | ジェームズ・ジャクソン       | RB         | マイアミ大学             |
| 66       | シンシナティ・ベンガルズ           | ショーン・ブリュワー         | TE         | サンノゼ州立大学         |
| 67       | サンディエゴ・チャージャーズ       | テイ・コーディ               | CB         | フロリダ州立大学         |
| 68       | シカゴ・ベアーズ                   | マイク・ギャンディ           | OT         | ノートルダム大学         |
| 69       | ミネソタ・バイキングス             | エリック・ケリー             | CB         | ケンタッキー大学         |
| 70       | ニューオーリンズ・セインツ         | セドリック・ホッジ           | OLB        | ノースカロライナ大学     |
| 71       | グリーンベイ・パッカーズ           | バオー・ジュー               | FS         | ペンシルベニア州立大学   |
| 72       | グリーンベイ・パッカーズ           | トーランス・マーシャル       | ILB        | オクラホマ大学           |
| 73       | ジャクソンビル・ジャガーズ         | エリック・ウェストモアランド | OLB        | テネシー大学             |
| 74       | カロライナ・パンサーズ             | スティーブ・スミス           | WR         | ユタ大学                 |
| 75       | カンザスシティ・チーフス           | エリック・ダウニング         | DT         | シラキュース大学         |
| 76       | バッファロー・ビルズ               | ロン・エドワーズ             | DT         | テキサスA&M大学          |
| 77       | カンザスシティ・チーフス           | マービン・ミニス             | WR         | フロリダ州立大学         |
| 78       | ニューヨーク・ジャイアンツ         | ウィル・ピーターソン         | CB         | 西イリノイ大学           |
| 79       | ニューヨーク・ジェッツ             | カリーム・マッケンジー       | OT         | ペンシルベニア州立大学   |
| 80       | サンフランシスコ・49ers            | ケバン・バーロー             | RB         | ピッツバーグ大学         |
| 81       | ニューオーリンズ・セインツ         | ケニー・スミス               | DT         | アラバマ大学             |
| 82       | シアトル・シーホークス             | ヒース・エバンス             | FB         | オーバーン大学           |
| 83       | セントルイス・ラムズ               | ブライアン・アレン           | OLB        | フロリダ州立大学         |
| 84       | タンパベイ・バッカニアーズ         | ドワイト・スミス             | SS         | アクロン大学             |
| 85       | マイアミ・ドルフィンズ             | トラビス・マイナー           | RB         | フロリダ州立大学         |
| 86       | ニューイングランド・ペイトリオッツ | ブロック・ウィリアムズ       | CB         | ノートルダム大学         |
| 87       | デンバー・ブロンコス               | レジー・ヘイワード           | DE         | アイオワ州立大学         |
| 88       | マイアミ・ドルフィンズ             | モーロン・グリーンウッド     | ILB        | シラキュース大学         |
| 89       | オークランド・レイダース           | デローレンス・グラント       | OLB        | オレゴン州立大学         |
| 90       | テネシー・タイタンズ               | シャド・マイアー             | TE         | カンザス州立大学         |
| 91       | インディアナポリス・コルツ         | コーリー・バード             | SS         | バージニア工科大学       |
| 92       | ボルチモア・レイブンズ             | ケイシー・ラバク             | C          | ウィスコンシン大学       |
| 93*      | ダラス・カウボーイズ               | ウィリー・ブレイド           | DT         | ミシシッピ州立大学       |
| 94*      | ジャクソンビル・ジャガーズ         | ジェームズ・ボイド           | SS         | ペンシルベニア州立大学   |
| 95*      | バッファロー・ビルズ               | ジョナス・ジェニングス       | OT         | ジョージア大学           |

### 4巡指名選手
| 指名順位 | チーム                             | 選手名                     | ポジション | 出身大学                      |
| 96       | ニューイングランド・ペイトリオッツ | ケニャタ・ジョーンズ       | OT         | サウスフロリダ大学            |
| 97       | クリーブランド・ブラウンズ         | アンソニー・ヘンリー       | CB         | サウスフロリダ大学            |
| 98       | アリゾナ・カージナルス             | ビル・グラマティカ         | K          | サウスフロリダ大学            |
| 99       | アトランタ・ファルコンズ           | ロベルト・ガーザ           | C          | テキサスA&M大学キングスビル校 |
| 100      | シンシナティ・ベンガルズ           | ルディ・ジョンソン         | RB         | オーバーン大学                |
| 101      | ニューヨーク・ジェッツ             | ジェイミー・ヘンダーソン   | CB         | ジョージア大学                |
| 102      | アトランタ・ファルコンズ           | マット・スチュワート       | OLB        | ヴァンダービルト大学          |
| 103      | シカゴ・ベアーズ                   | カロン・ライリー           | DE         | ミネソタ大学                  |
| 104      | シアトル・シーホークス             | オーランド・ハフ           | OLB        | フレズノ州立大学              |
| 105      | グリーンベイ・パッカーズ           | ビル・フェラリオ           | OG         | ウィスコンシン大学            |
| 106      | カロライナ・パンサーズ             | クリス・ウィンキ           | QB         | フロリダ州立大学              |
| 107      | カンザスシティ・チーフス           | モンティ・バイゼル         | ILB        | カンザス州立大学              |
| 108      | カンザスシティ・チーフス           | ジョージ・レイン           | RB         | TCU                           |
| 109      | ワシントン・レッドスキンズ         | セイジ・ローゼンフェルズ   | QB         | アイオワ州立大学              |
| 110      | バッファロー・ビルズ               | ブランドン・スプーン       | ILB        | ノースカロライナ大学          |
| 111      | ピッツバーグ・スティーラーズ       | マシアス・クエンティ       | OT         | テンプル大学                  |
| 112      | サンディエゴ・チャージャーズ       | カルロス・ポーク           | OLB        | ネブラスカ大学                |
| 113      | デンバー・ブロンコス               | ベン・ハミルトン           | OG         | ミネソタ大学                  |
| 114      | ニューヨーク・ジャイアンツ         | セドリック・スコット       | DE         | サザンミシシッピ大学          |
| 115      | ニューオーリンズ・セインツ         | モーラン・ノリス           | FB         | カンザス大学                  |
| 116      | セントルイス・ラムズ               | ミルトン・ウィン           | WR         | ワシントン州立大学            |
| 117      | タンパベイ・バッカニアーズ         | ジョン・ハウエル           | SS         | コロラド州立大学              |
| 118      | インディアナポリス・コルツ         | ライアン・ディーム         | OT         | 北イリノイ大学                |
| 119      | ニューイングランド・ペイトリオッツ | ジャバリ・ホロウェイ       | TE         | ノートルダム大学              |
| 120      | デンバー・ブロンコス               | ニック・ハリス             | P          | カリフォルニア大学            |
| 121      | フィラデルフィア・イーグルス       | コレル・バックハルター     | RB         | ネブラスカ大学                |
| 122      | ダラス・カウボーイズ               | マーカス・スティール       | OLB        | USC                           |
| 123      | アリゾナ・カージナルス             | マーカス・ベル             | DT         | メンフィス大学                |
| 124      | テネシー・タイタンズ               | ジャスティン・マカリンス   | WR         | 北イリノイ大学                |
| 125      | ニューヨーク・ジャイアンツ         | ジェシー・パーマー         | QB         | フロリダ大学                  |
| 126      | ボルチモア・レイブンズ             | エドガートン・ハートウェル | ILB        | 西イリノイ大学                |
| 127*     | シアトル・シーホークス             | カーティス・フラー         | FS         | TCU                           |
| 128*     | シアトル・シーホークス             | フロイド・ウォーマック     | OT         | ミシシッピ州立大学            |
| 129*     | セントルイス・ラムズ               | ブランドン・マニュマリウナ | TE         | アリゾナ大学                  |
| 130*     | ミネソタ・バイキングス             | ショーン・ウォーゼン       | DT         | TCU                           |
| 131*     | ミネソタ・バイキングス             | セドリック・ジェームズ     | WR         | TCU                           |

### 5巡指名選手
| 指名順位 | チーム                             | 選手名                     | ポジション | 出身大学                       |
| 132      | サンディエゴ・チャージャーズ       | エリオット・シルバース     | OT         | ワシントン大学                 |
| 133      | アリゾナ・カージナルス             | マリオ・ファタフェヒ       | DT         | カンザス州立大学               |
| 134      | クリーブランド・ブラウンズ         | ジェレマイア・ファームス   | LB         | ワシントン大学                 |
| 135      | シンシナティ・ベンガルズ           | ヴィクター・レイバ         | OT         | アリゾナ州立大学               |
| 136      | アトランタ・ファルコンズ           | ヴィニー・サザーランド     | WR         | パデュー大学                   |
| 137      | ダラス・カウボーイズ               | マット・レーア             | OG         | バージニア工科大学             |
| 138      | シカゴ・ベアーズ                   | バーナード・ロバートソン   | OT         | テュレーン大学                 |
| 139      | サンディエゴ・チャージャーズ       | ジーク・モレノ             | ILB        | USC                            |
| 140      | シアトル・シーホークス             | アレックス・バニスター     | WR         | 東ケンタッキー大学             |
| 141      | カンザスシティ・チーフス           | ビリー・バーバー           | TE         | バージニア大学                 |
| 142      | ジャクソンビル・ジャガーズ         | デビッド・リーバートン     | P          | テネシー大学                   |
| 143      | カロライナ・パンサーズ             | ジャロッド・クーパー       | SS         | カンザス州立大学               |
| 144      | バッファロー・ビルズ               | マーキス・サリバン         | OT         | イリノイ大学                   |
| 145      | セントルイス・ラムズ               | ジェラメトリアス・バトラー | CB         | カンザス州立大学               |
| 146      | ピッツバーグ・スティーラーズ       | チャッキー・オコビ         | C          | パデュー大学                   |
| 147      | フィラデルフィア・イーグルス       | トニー・スチュワート       | TE         | ペンシルベニア州立大学         |
| 148      | デトロイト・ライオンズ             | スコティー・アンダーソン   | WR         | グランプリング州立大学         |
| 149      | デトロイト・ライオンズ             | マイク・マクマーン         | QB         | ラトガース大学                 |
| 150      | カンザスシティ・チーフス           | デリック・ブレイロック     | RB         | スティーブン・オースティン大学 |
| 151      | タンパベイ・バッカニアーズ         | ラス・ホクスタイン         | OG         | ネブラスカ大学                 |
| 152      | インディアナポリス・コルツ         | レイモンド・ウォールズ     | CB         | サザンミシシッピ大学           |
| 153      | ニューオーリンズ・セインツ         | オノメ・オジョ             | WR         | カリフォルニア大学デービス校   |
| 154      | ワシントン・レッドスキンズ         | ダーネリアン・マキャンツ   | WR         | デラウェア州立大学             |
| 155      | フィラデルフィア・イーグルス       | A・J・フィーリー           | QB         | オレゴン大学                   |
| 156      | マイアミ・ドルフィンズ             | ショーン・ドレイパー       | TE         | アラバマ大学                   |
| 157      | ミネソタ・バイキングス             | パトリック・チャクウラー   | OLB        | ワイオミング大学               |
| 158      | オークランド・レイダース           | レイ・ペリーマン           | SS         | 北イリノイ大学                 |
| 159      | テネシー・タイタンズ               | エディー・ベルリン         | WR         | 北アイオワ大学                 |
| 160      | ニューヨーク・ジャイアンツ         | ジョン・マークハム         | K          | ヴァンダービルト大学           |
| 161      | ボルチモア・レイブンズ             | クリス・バーンズ           | RB         | ニューメキシコ州立大学         |
| 162*     | ニューヨーク・ジャイアンツ         | ジョナサン・カーター       | WR         | トロイ大学                     |
| 163*     | ニューイングランド・ペイトリオッツ | ハキム・アクバー           | OLB        | ワシントン大学                 |

### 6巡指名選手
| 指名順位 | チーム                             | 選手名                     | ポジション | 出身大学                     |
| 164      | マイアミ・ドルフィンズ             | ブランドン・ワイニー       | OT         | LSU                          |
| 165      | クリーブランド・ブラウンズ         | マイケル・ジェームソン     | CB         | テキサスA&M大学              |
| 166      | アリゾナ・カージナルス             | ボビー・ニューカム         | WR         | ネブラスカ大学               |
| 167      | アトランタ・ファルコンズ           | ランディ・ガーナー         | DE         | アーカンソー大学             |
| 168      | シンシナティ・ベンガルズ           | リオール・ジョンソン       | OLB        | スタンフォード大学           |
| 169      | サンフランシスコ・49ers            | セドリック・ウィルソン     | WR         | テネシー大学                 |
| 170      | ジャクソンビル・ジャガーズ         | チャド・ウォード           | OG         | ワシントン大学               |
| 171      | ダラス・カウボーイズ               | ダレロイ・スチュワート     | DT         | サザンミシシッピ大学         |
| 172      | シアトル・シーホークス             | ジョシュ・ブーティ         | QB         | LSU                          |
| 173      | デトロイト・ライオンズ             | ジェイソン・グレン         | OLB        | テキサスA&M大学              |
| 174      | タンパベイ・バッカニアーズ         | ジャミール・クック         | FB         | イリノイ大学                 |
| 175      | カロライナ・パンサーズ             | ディー・ブラウン           | RB         | シラキュース大学             |
| 176      | カンザスシティ・チーフス           | アレックス・サルフステッド | OG         | マイアミ大学                 |
| 177      | マイアミ・ドルフィンズ             | ジョシュ・ヒューペル       | QB         | オクラホマ大学               |
| 178      | バッファロー・ビルズ               | トニー・ドライバー         | FS         | ノートルダム大学             |
| 179      | サンフランシスコ・49ers            | ラシャド・ホルマン         | CB         | ルイビル大学                 |
| 180      | ニューイングランド・ペイトリオッツ | アーサー・ラブ             | TE         | サウスカロライナ州立大学     |
| 181      | ピッツバーグ・スティーラーズ       | ロドニー・ベイリー         | DE         | オハイオ州立大学             |
| 182      | ピッツバーグ・スティーラーズ       | ロジャー・ナイト           | OLB        | ウィスコンシン大学           |
| 183      | タンパベイ・バッカニアーズ         | エリス・ウィムズ           | DT         | ミシシッピ州立大学           |
| 184      | オークランド・レイダース           | クリス・クーパー           | DT         | ネブラスカ大学オマハ校       |
| 185      | ニューオーリンズ・セインツ         | ミッチ・ホワイト           | OT         | オレゴン州立大学             |
| 186      | ワシントン・レッドスキンズ         | マリオ・モンズ             | DT         | シンシナティ大学             |
| 187      | マイアミ・ドルフィンズ             | オーティス・レベレット     | DE         | アラバマ大学バーミングハム校 |
| 188      | マイアミ・ドルフィンズ             | リック・クローウェル       | LB         | コロラド州立大学             |
| 189      | ミネソタ・バイキングス             | ケアリー・スコット         | CB         | ケンタッキー州立大学         |
| 190      | デンバー・ブロンコス               | ケビン・カスパー           | WR         | アイオワ大学                 |
| 191      | サンフランシスコ・49ers            | メンソン・ホロウェイ       | DE         | テキサス大学エルパソ校       |
| 192      | テネシー・タイタンズ               | ダン・アレキサンダー       | RB         | ネブラスカ大学               |
| 193      | インディアナポリス・コルツ         | ジェイソン・ダーリング     | FS         | ウィスコンシン大学           |
| 194      | ボルチモア・レイブンズ             | ジョー・ミーズ             | LS         | ニューメキシコ大学           |
| 195*     | バッファロー・ビルズ               | ダン・オリアリー           | TE         | ノートルダム大学             |
| 196*     | バッファロー・ビルズ               | ジミー・ウィリアムズ       | CB         | ヴァンダービルト大学         |
| 197*     | セントルイス・ラムズ               | フランシス・セントポール   | WR         | 北アリゾナ大学               |
| 198*     | グリーンベイ・パッカーズ           | デビッド・マーティン       | TE         | テネシー大学                 |
| 199*     | テネシー・タイタンズ               | アダム・ハーヤー           | OT         | ミネソタ大学                 |
| 200*     | ニューイングランド・ペイトリオッツ | レナード・マイアース       | CB         | マイアミ大学                 |

### 7巡指名選手
| 指名順位 | チーム                             | 選手名                       | ポジション | 出身大学                   |
| 201      | サンディエゴ・チャージャーズ       | ブランドン・ゴリン           | OT         | パデュー大学               |
| 202      | アリゾナ・カージナルス             | レナルド・ヒル               | CB         | ミシガン州立大学           |
| 203      | クリーブランド・ブラウンズ         | ポール・ズカウスカス         | OG         | ボストンカレッジ           |
| 204      | シンシナティ・ベンガルズ           | T・J・フーシュマンザーデ     | WR         | オレゴン州立大学           |
| 205      | タンパベイ・バッカニアーズ         | ダンテ・フィンガー           | TE         | ノースカロライナ大学       |
| 206      | ニューヨーク・ジェッツ             | ジェームズ・リード           | DT         | アイオワ州立大学           |
| 207      | ダラス・カウボーイズ               | クルストン・ウェザーリントン | DT         | セントラルミズーリ州立大学 |
| 208      | シカゴ・ベアーズ                   | ジョン・キャペル             | WR         | フロリダ大学               |
| 209      | サンフランシスコ・49ers            | アレックス・リンカーン       | LB         | オーバーン大学             |
| 210      | シアトル・シーホークス             | ハロルド・ブラックモン       | SS         | ノースウェスタン大学       |
| 211      | カロライナ・パンサーズ             | ルイス・ウィリアムズ         | C          | LSU                        |
| 212      | カンザスシティ・チーフス           | ショーナード・ハーツ         | S          | ボイシ州立大学             |
| 213      | ジャクソンビル・ジャガーズ         | アンソニー・デンマン         | OLB        | ノートルダム大学           |
| 214      | バッファロー・ビルズ               | レジー・ジャーマニー         | WR         | オハイオ州立大学           |
| 215      | アトランタ・ファルコンズ           | コーリー・ホール             | FS         | アパラチアン州立大学       |
| 216      | ニューイングランド・ペイトリオッツ | オーウェン・ポックマン       | K          | BYU                        |
| 217      | ニューヨーク・ジェッツ             | テューペ・ペコ               | OG         | ミシガン州立大学           |
| 218      | ピッツバーグ・スティーラーズ       | クリス・テイラー             | WR         | テキサスA&M大学            |
| 219      | アトランタ・ファルコンズ           | キナン・フォーニー           | OG         | ハワイ大学                 |
| 220      | インディアナポリス・コルツ         | リック・デマリング           | OG         | アイダホ大学               |
| 221      | ニューオーリンズ・セインツ         | エニス・デービス             | DT         | USC                        |
| 222      | シアトル・シーホークス             | デニス・ノーマン             | C          | プリンストン大学           |
| 223      | タンパベイ・バッカニアーズ         | ザン・メリル                 | SS         | イェール大学               |
| 224      | サンフランシスコ・49ers            | エリック・ジョンソン         | TE         | イェール大学               |
| 225      | ミネソタ・バイキングス             | ブライアン・クロフォード     | OT         | 西オレゴン大学             |
| 226      | アトランタ・ファルコンズ           | ロナルド・フレモンス         | DE         | テキサスA&M大学            |
| 227      | カロライナ・パンサーズ             | マイク・ロバーグ             | TE         | アイダホ大学               |
| 228      | オークランド・レイダース           | デレック・コブス             | CB         | オハイオ州立大学           |
| 229      | オークランド・レイダース           | ケン＝ヨン・ランボー         | WR         | オハイオ州立大学           |
| 230      | ニューヨーク・ジャイアンツ         | ロス・コロジー               | DT         | ウィスコンシン大学         |
| 231      | ボルチモア・レイブンズ             | ドウェイン・ミズーリ         | DE         | ノースウェスタン大学       |
| 232*     | テネシー・タイタンズ               | キース・アダムス             | OLB        | クレムソン大学             |
| 233*     | ジャクソンビル・ジャガーズ         | マーロン・マクリー           | SS         | ケンタッキー大学           |
| 234*     | タンパベイ・バッカニアーズ         | ジョー・タフォーヤ           | DE         | アリゾナ大学               |
| 235*     | ジャクソンビル・ジャガーズ         | リッチモンド・フラワーズ3世  | WR         | テネシー大学チャタヌーガ校 |
| 236*     | アトランタ・ファルコンズ           | クエンティン・マコード       | WR         | ケンタッキー大学           |
| 237*     | シアトル・シーホークス             | クリス・コクレック           | DT         | テキサス工科大学           |
| 238*     | バッファロー・ビルズ               | タイロン・ロバートソン       | DT         | ジョージア大学             |
| 239*     | ニューイングランド・ペイトリオッツ | T・J・ターナー               | OLB        | ミシガン州立大学           |
| 240*     | ダラス・カウボーイズ               | ジョン・ニックス             | NT         | サザンミシシッピ大学       |
| 241*     | ジャクソンビル・ジャガーズ         | ランディー・シュブリエール   | DT         | マクギル大学               |
| 242*     | ダラス・カウボーイズ               | シャロン・ドーシー           | OT         | フロリダ州立大学           |
| 243*     | カンザスシティ・チーフス           | ターデル・サンズ             | DT         | テネシー大学チャタヌーガ校 |
| 244*     | サンディエゴ・チャージャーズ       | ロバート・カーズウェル       | SS         | クレムソン大学             |
| 245*     | クリーブランド・ブラウンズ         | アンドレ・キング             | WR         | マイアミ大学               |
| 246*     | アリゾナ・カージナルス             | テビタ・オファヘンゴー       | TE         | BYU                        |

### 主な指名権のトレード
全体1位指名権を持つサンディエゴ・チャージャーズはマイケル・ヴィックとの契約に合意することができずドラフト全体5位指名権、3巡指名権及び2002年のドラフト2巡指名権、ティム・ドワイトとのトレードで全体1位指名権をアトランタ・ファルコンズにトレードした。
ダラス・カウボーイズの持つ全体7位指名権は、2000年2月にジョーイ・ギャロウェイを獲得したためシアトル・シーホークスにトレードされた（2000年、2001年の1位指名権とのトレード）。シーホークスは全体7位指名権、6巡指名権とのトレードでサンフランシスコ・49ersから全体9位指名権、3巡、7巡指名権を獲得した。
グリーンベイ・パッカーズは全体17位指名権、マット・ハッセルベックとのトレードでシアトル・シーホークスから全体10位指名権、3巡指名権を獲得した。

### ドラフト外入団の主な選手
| チーム                             | 選手名                 | ポジション |                                              |
| アトランタ・ファルコンズ           | ジェイ・フィーリー     | K          | ミシガン大学                                 |
| カロライナ・パンサーズ             | ニック・ゴーイングス   | FB         | ピッツバーグ大学                             |
| シンシナティ・ベンガルズ           | イフェアニ・オハリート | S          | USC                                          |
| ダラス・カウボーイズ               | ジェイソン・ベル       | CB         | UCLA                                         |
| ダラス・カウボーイズ               | デメトリック・エバンス | DE         | ジョージア大学                               |
| ダラス・カウボーイズ               | リン・スコット         | S          | ノースウェスタンオクラホマ州立大学           |
| グリーンベイ・パッカーズ           | ケビン・ケイスビハーン | S          | アウグスタナカレッジ                         |
| インディアナポリス・コルツ         | ニック・ハーパー       | CB         | フォートバレー州立大学                       |
| インディアナポリス・コルツ         | ドミニク・ローズ       | RB         | ミッドウェスタン州立大学                     |
| カンザスシティ・チーフス           | ローレンス・タインズ   | K          | トロイ大学                                   |
| ミネソタ・バイキングス             | ブライアン・ラッセル   | S          | サンディエゴ州立大学                         |
| ニューイングランド・ペイトリオッツ | スティーブン・ニール   | OG         | カリフォルニア州立大学ベイカーズフィールド校 |
| ニューオーリンズ・セインツ         | ブー・ウィリアムズ     | TE         | アーカンソー大学                             |
| ニューヨーク・ジャイアンツ         | リック・ソイバート     | OG         | 西イリノイ大学                               |
| ニューヨーク・ジャイアンツ         | ジョシュ・スタマー     | LB         | サウスダコタ大学                             |
| ピッツバーグ・スティーラーズ       | クリス・ホーク         | DT         | BYU                                          |
| サンフランシスコ・49ers            | トム・アシュワース     | OT         | コロラド大学                                 |
| タンパベイ・バッカニアーズ         | チャック・ダービー     | DT         | サウスカロライナ州立大学                     |
| テネシー・タイタンズ               | ドリュー・ベネット     | WR         | UCLA                                         |
| テネシー・タイタンズ               | ロブ・ビロナス         | K          | ジョージアサザン大学                         |
| テネシー・タイタンズ               | ジャクア・パーカー     | DE         | オクラホマ州立大学                           |
| ワシントン・レッドスキンズ         | アントニオ・ピアース   | LB         | アリゾナ大学                                 |